# Smrdan (Leskovac)
Smrdan je naselje u gradu Leskovcu, Jablanički upravni okrug, Srbija. Prema popisu iz 2022. godine u Smrdanu je živjelo 90 stanovnika.